# Джигме-Сингье-Вангчук
Джигме-Сингье-Вангчук (англ. Jigme Singye Wangchuck National Park; прежнее название — Национальный парк «Чёрные горы», англ. Black Mountains National Park) — национальный парк Бутана.
Парк занимает площадь 1730 км² в Центральном Бутане, охватывает большую часть дзонгхага Тронгса, а также части дзонгхагов Сарпанг, Циранг, Вангди-Пходранг и Жемганг. На юго-востоке парк примыкает к Королевскому национальному парку Манас. На востоке парк ограничен рекой Мангде, а на западе — бассейном реки Вонг. Вдоль границы парка с севера на юго-восток проходят основные автомагистрали страны.

## История
Парк называется в честь четвёртого короля Бутана Джигме Сингье Вангчука.

## Флора и фауна
Парк расположен на высоте от 600 до 4925 м. Биомы парка включают широколиственные и хвойные леса, альпийские луга и озера, и даже шапку снега на пике Джу-Доршингла (Jou Dorshingla). В парке находится самый крупный и нетронутый лесной массив в Гималаях.
В парке обитают около 325 видов птиц, в том числе находящийся под угрозой исчезновения черношейный журавль (Grus nigricollis). В парке водятся такие редкие и исчезающие виды, как кабарга, белогрудый медведь, золотой лангур (эндемик Бутана), дымчатый леопард, малая панда и бенгальский тигр.
В национальном парке проживают около 6000 человек, а около 15 тысяч живут в ближайших окрестностях; они, в основном, занимаются сельским хозяйством и животноводством.